# Goitrogene
Goitrogene oder strumigene Substanzen sind Stoffe, die eine Vergrößerung der Schilddrüse (Struma, „Kropf“) hervorrufen. Vom Wirkungsmechanismus her lassen sie sich in zwei Gruppen einteilen:
- Stoffe, die die Iodaufnahme (Iodination) in die Schilddrüse hemmen, sowie
- Stoffe, die die Bildung organischer Iodverbindungen (Iodisation) hemmen.

## Iodinationshemmer
Die in vielen Kohlarten (Brassica spp.) vorkommenden Senfölglycoside (Glucosinolate) werden im Körper teilweise zu Thiocyanaten umgebaut, die die Iodaufnahme im Körper reduzieren. Darüber hinaus wirken Perchlorate iodinationshemmend.
Therapeutisch kann hierbei vermehrt Iod verabreicht werden.

## Iodisationshemmer
Thiooxazolidone, wie zum Beispiel das Goitrin, entstehen, wenn Senfölglycoside über Senföle abgebaut werden, die an Position 2 eine Hydroxygruppe enthalten. Auch die Thyreostatika 2-Thiouracil, Methylthiouracil, Propylthiouracil verhindern die Iodierung von Tyrosin und damit die Bildung der Schilddrüsenhormone. Das Schilddrüsenwachstum und die Entstehung eines sogenannten Kohlkropfes durch die Aufnahme solcher Substanzen (insbesondere dem „Brassica-Faktor“ L-5-Vinylthiooxazolidon) kann nur durch eine Gabe von Schilddrüsenhormonen behandelt werden.